# Harry Schwarz

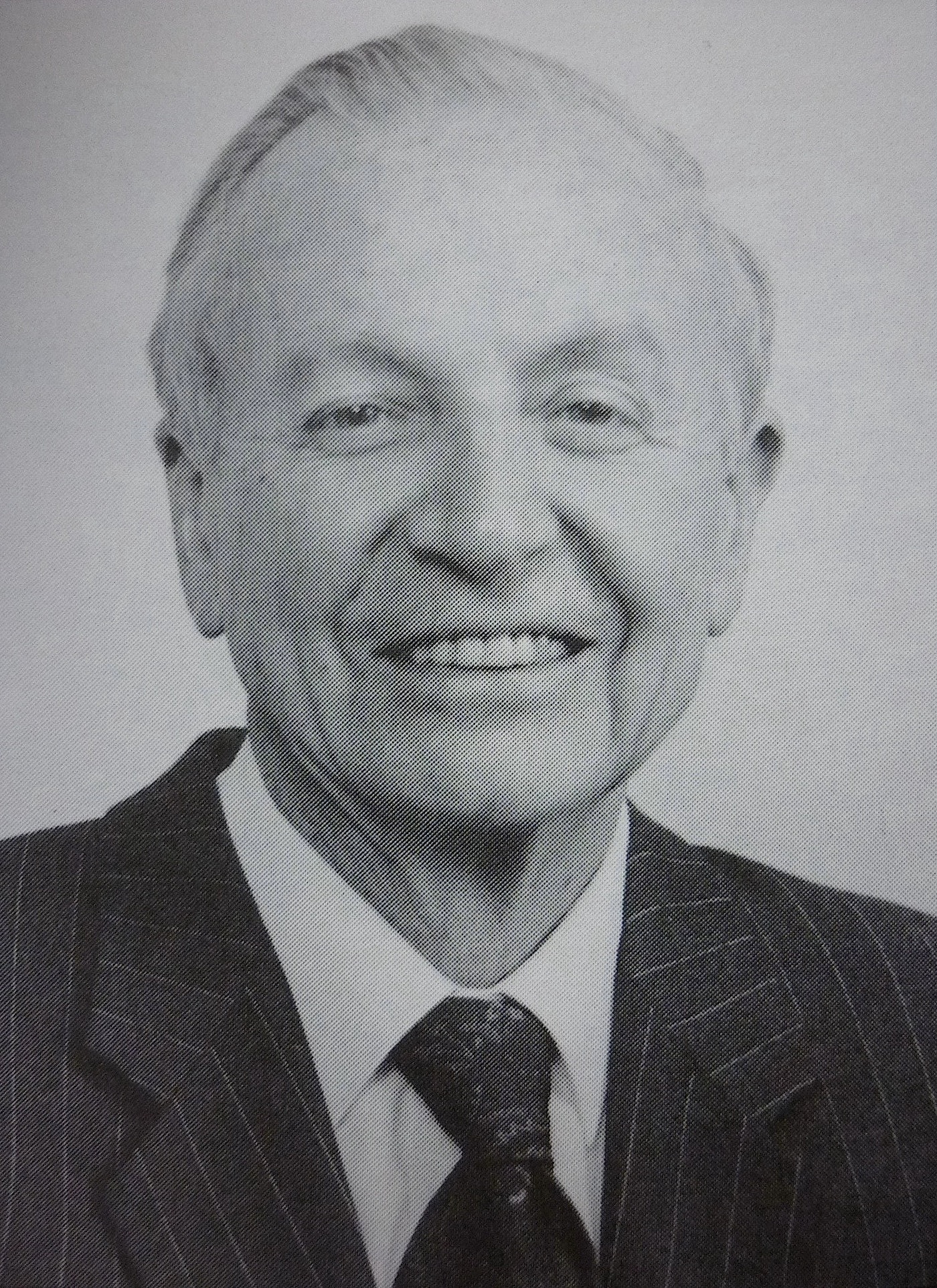
Harry Schwarz

Harry Heinz Schwarz (Keulen, 13 mei 1924 – Johannesburg, 5 februari 2010) was een politicus, diplomaat, jurist en prominent leider van de Zuid-Afrikaanse anti-apartheidbeweging. De geboren Duitser emigreerde in 1934 naar Zuid-Afrika. Daar maakte hij in 1964 deel uit van Nelson Mandela's verdediging in het Rivoniaproces.